# Harald Bode
Harald Bode (Hamburgo, 19 de outubro de 1909 — Nova Iorque, 15 de janeiro de 1987) foi um engenheiro alemão.
Foi um pioneiro no desenvolvimento de instrumentos de música eletrônicos.